# Farmington (Delaware)
Farmington es un pueblo ubicado en el condado de Kent en el estado estadounidense de Delaware. En el año 2000 tenía una población de 75 habitantes y una densidad poblacional de 415 personas por km².

## Geografía
Farmington se encuentra ubicado en las coordenadas 38°52′6″N 75°34′45″O / 38.86833, -75.57917.

## Demografía
Según la Oficina del Censo en 2000 los ingresos medios por hogar en la localidad eran de $41,458, y los ingresos medios por familia eran $38,750. Los hombres tenían unos ingresos medios de $17,917 frente a los $21,429 para las mujeres. La renta per cápita para la localidad era de $16,423. Alrededor del 7% de la población estaban por debajo del umbral de pobreza.

## Localidades adyacentes
Diagrama de las localidades a un radio de 16 km a la redonda de Farmington.